# Dvorac Klenovnik
Dvorac Klenovnik nalazi se u općini Klenovnik, u Varaždinskoj županiji. Jedan je od najvećih dvoraca u Hrvatskoj.
Na njegovu se mjestu u srednjem vijeku nalazila utvrda. Spominje se prvi put 1244. godine. Tijekom stoljeća utvrda često mijenja vlasnike, a od značajnijih se ističu grofovi Celjski, Matijaš Korvin i njegov sin Ivaniš Korvin, te obitelj Gyulay. Sedamdesetih godina 16. stoljeća tvrđava dolazi u vlasništvo Gašpara Draškovića, nakon čega će Klenovnik postati višestoljetno sijelo ove obitelji.
Današnja građevina podignuta je oko 1616. godine, sudeći prema latinskom natpisu u unutrašnjem dvorištu, koji među ostalim kaže: Nek' stoji dom taj dok mrav ne ispije more i kornjača ne obiđe svijetom. Investitor je bio grof Ivan II. Drašković. Dvorac se dugo gradio, a dovršen je tek 1667. godine gradnjom sjeveroistočnoga krila. Objekt je građen kao četverokut, s arkadama prema dvorištu (kasnije zazidanima). Izvorno je imao 90 soba i 365 prozora.
Od izvornog interijera preživjela je jedino kapela sv. Antuna. Kapela je uređena u baroknom stilu kao grobna kapela obitelji Drašković. Iz 1738. godine potječu štukature, a drveni oltari su raskošna kiparska djela iz 1741. godine.  Sačuvano je više fotografija interijera dvorca s početka 20. stoljeća.
Od 1925. – 1927. godine dvorac je adaptiran i nadograđen za potrebe plućne bolnice, prema projektu zagrebačkog arhitekta Huga Ehrlicha. Tom su prilikom nadograđena još dva krila. Neprimjerena namjena bolnice u ovom vrijednom dvorcu funkcionira i danas, te se dvorac, baš kao i perivoj koji ga okružuje, loše održava.  